# Allium phitosianum
Allium phitosianum är en amaryllisväxtart som beskrevs av Salvatore Brullo och Al. Allium phitosianum ingår i släktet lökar, och familjen amaryllisväxter.
Artens utbredningsområde är Grekland. Inga underarter finns listade i Catalogue of Life.